# Epiactis
Epiactis (лат.) — род морских стрекающих из семейства Actiniidae, напоминающих своей формой цветок.

## Описание
Длина тела до 5 см (Epiactis prolifera). Бентосные животные, прикрепляющиеся подошвой к твёрдым субстратам на глубине от 0 до 1227 м. Способны медленно переползать с места на место. Хищники, ловят добычу при помощи стрекающих щупалец. Встречаются в Тихом, Атлантическом, Индийском и Северном Ледовитом океанах от субтропических до полярных вод. Они безвредны для человека, их охранный статус не установлен, не являются объектами промысла.

## Виды
На апрель 2024 род включает следующие виды, согласно World Register of Marine Species:
- Epiactis adeliana Carlgren & Stephenson, 1929
- Epiactis arctica  (Verrill, 1868)
- Epiactis australiensis  Carlgren, 1950
- Epiactis brucei  Carlgren, 1939
- Epiactis fernaldi  Fautin & Chia, 1986
- Epiactis georgiana  Carlgren, 1927
- Epiactis handi Larson & Daly, 2015
- Epiactis incerta  Carlgren, 1921
- Epiactis irregularis  Carlgren, 1951
- Epiactis japonica  Verrill, 1869
- Epiactis lewisi  Carlgren, 1940
- Epiactis lisbethae  Fautin & Chia, 1986
- Epiactis marsupialis  Carlgren, 1901
- Epiactis neozealandica  Stephenson, 1918
- Epiactis nordmanni  Carlgren, 1921
- Epiactis prolifera  Verrill, 1869
- Epiactis ritteri  Torrey, 1902
- Epiactis thompsoni  (Coughtrey, 1875)
- Epiactis vincentina  Carlgren, 1939